# C'est ma vie (chanson d'Evelina Sašenko)
Pour les articles homonymes, voir C'est ma vie.
Chansons représentant la Lituanie au Concours Eurovision de la chanson
Eastern European Funk
(2010) Love Is Blind
(2012)
C'est ma vie est la chanson représentant la Lituanie au Concours Eurovision de la chanson 2011. Elle est interprétée par Evelina Sašenko.

## Eurovision

### Sélection
C'est ma vie est retenue parmi 43 participants après une inscription fin 2010. Elle est présentée lors d'une émission de sélection, Eurovizija 2011, d'abord dans la deuxième demi-finale le 12 février 2011 qu'elle remporte avec les douze points du jury et du télévote puis de même pour la finale le 24 février 2011.
La chanson est chantée principalement en anglais mais comporte également quelques phrases en français. 

### À Düsseldorf
La chanson est d'abord présentée lors de la première demi-finale le 10 mai 2011. Elle est la dix-septième de la soirée, suivant A luta é Alegria interprétée par Homens da Luta pour le Portugal et précédant Running Scared interprétée par Ell et Nikki pour l'Azerbaïdjan.
À la fin des votes, elle obtient 81 points et finit cinquième sur dix-neuf participants. Elle fait partie des dix premières chansons qualifiées pour la finale.
Lors de la finale, la chanson est la quatrième de la soirée, suivant New Tomorrow interprétée par A Friend In London pour le Danemark et précédant What About My Dreams? interprétée par Kati Wolf pour la Hongrie.
À la fin des votes, elle obtient 63 points et finit dix-neuvième sur vingt-cinq participants.
Pendant ces prestations, la chanson est interprétée en langue des signes simplement au début du deuxième couplet de la chanson.

## Résultats détaillées lors du Concours
| 12 points               | 10 points           | 8 points  | 7 points             | 6 points   |
| ----------------------- | ------------------- | --------- | -------------------- | ---------- |
| - Pologne - Royaume-Uni | - Géorgie - Irlande | - Norvège | - Russie             | - Portugal |
| 5 points                | 4 points            | 3 points  | 2 points             | 1 point    |
| - Espagne - Hongrie     | - Arménie - Grèce   | - Suisse  | - Finlande - Islande | - Serbie   |

| 12 points           | 10 points | 8 points  | 7 points            | 6 points             |
| ------------------- | --------- | --------- | ------------------- | -------------------- |
| - Pologne - Géorgie | - Irlande |           | - Lettonie - Serbie | - Royaume-Uni        |
| 5 points            | 4 points  | 3 points  | 2 points            | 1 point              |
|                     |           | - Norvège | - Croatie - Russie  | - Espagne - Roumanie |